# Матеріалізм
Матеріалі́зм — один з основних напрямків філософії, який у відповідь на так зване основне питання філософії стверджує, що буття, природа, матеріальне є первинним, а дух, свідомість, ідеальне — вторинним. Визначення первинності і вторинності різне у різних філософів. Представники вульгарного матеріалізму вважали, що думки, ідеї, свідомість, тобто те, що зазвичай відносять до ідеального, теж є матеріальним. Однак зазвичай матеріалісти визнають існування ідеального, хоча вважають його породженим складно організованою матерією. Матеріалізм у філософії протиставляє себе різним школам ідеалізму, а також дуалізму. Відкидає свободу волі людини.
Термін вживають також для означення світських поглядів і поведінки, за яких матеріальні блага домінують у ієрархії цінностей. Такі погляди й поведінку часто асоціюють з егоїзмом та споживацтвом.

## Загальний огляд
Людині властиво вивчати (аналізувати) навколишній світ. Серед його проявів виділяються два класи: явища, що належать до психічного (власні думки, бажання, ідеї) та явища зовнішні, явища світу предметів, речей[джерело?]. Філософська думка є узагальненням уявлень людини про світ[джерело?].  Філософські вчення здебільшого прагнуть до встановлення єдиної першооснови, з якої можна було б усе зрозуміти[джерело?]. Такі вчення називають моністичними (на противагу дуалістичним та плюралістичним). Матеріалізм є одним із різновидів монізму. Він проголошує світ речей головним, первинним, а світ психічного — похідним, або мовою філософії епіфеноменом.
Центральне поняття матеріалізму, матерія,  є загальним терміном для позначення усієї сукупності світу речей поза свідомістю людини. Слово матерія походить із латини, в якій воно означає «будівельний матеріал». Психічний світ людини, її думки є сутністю, здавалося б, самоочевидною[джерело?], тож реальність зовнішнього світу в матеріалізмі постулюється[джерело?]. Такий вихід за межі власного мислення називають трансцензусом[джерело?]. Зробивши цей крок, проголосивши матерію первинною, матеріалістичні вчення намагаються пояснити психічне, ідеальне. Пошуки такого пояснення є однією з головних задач матеріалізму. На початку XXI століття філософія свідомості займає провідне місце серед філософської проблематики.
Пошуки відповіді на сутність ідеального розділили матеріалістську філософію на різні течії. Елімінативний матеріалізм взагалі заперечує існування психічного, проголошуючи його ілюзією, народною психологією. Редукціонізм намагається звести психічне до матеріальних процесів. Вульгарний матеріалізм XIX століття проголошував думки матеріальними.
Інша задача матеріалістичної філософії — аналіз загальних властивостей самої матерії[джерело?]. Конкретні властивості матерії вивчає природознавство, наука[джерело?]. Оскільки наука ставить перед собою завдання пояснити світ, виходячи з нього самого, без залучення ідеального[джерело?], то науковці, якими б не були їхні власні філософські погляди, стоять на матеріалістичних позиціях завдяки своїй методології[джерело?].  Такий матеріалізм називають стихійним.
Матеріаліст  Френціс Крік,  так казав про свободу волі людини: "хоча нам здається, що ми володіємо свободою волі, наші рішення вже напередвизначені для нас, і ми не можемо цього змінити".

## Історія

### Античність

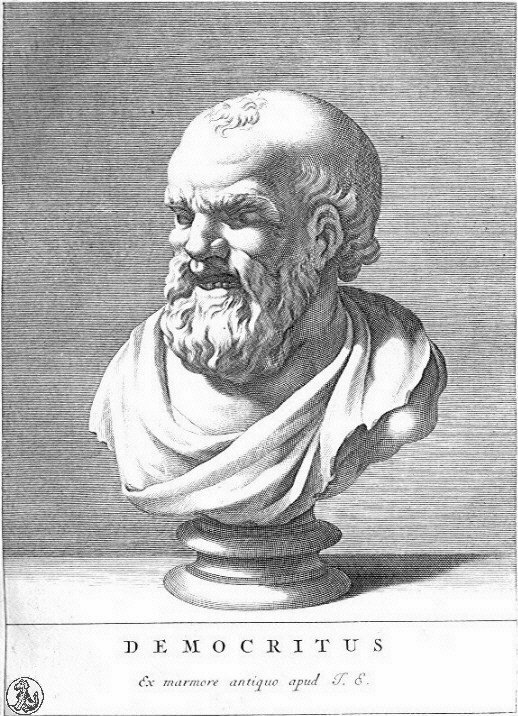
Демокріт висунув ідею атомів.

У класичній метафізиці матеріалізм є доктриною Демокріта і Левкіпа, що все у всесвіті є матерією чи матеріалом. Всі події пояснювалися в рамках рухів і змін, започаткованих цією матерією. На противагу їм, Платон стверджував про існування деяких безтілесних об'єктів, які він називав формами. Арістотель теж не обмежив себе повністю матеріалістичним поясненням світу, а вірив, що душа є нематеріальною. Хоча саме його доктрина спричинила появу витонченіших матеріалістичних поглядів у порівнянні з досократиками, вона жодним чином не вплинула на безкомпромісний матеріалізм Гоббса, якого вважають засновником сучасного розуміння матеріалізму. Для античного матеріалізму, особливо для Епікура, характерний акцент на особисте самовдосконалення людини: звільнення її від страху перед богами, від усіх пристрастей і набуття здатності бути щасливою за будь-яких обставин.
На думку деяких дослідників[хто?], глибокі історичні коріння має матеріалістична традиція в Стародавньому Китаї. Видатним представником цієї традиції вважають філософа Ван Чуна. Ще раніше Сюнь-цзи розвивав ідеї Конфуція в матеріалістичному та реалістичному напрямку. У Стародавній Індії матеріалізм виник приблизно у шостому столітті до початку нового літочислення. Його пов'язують із працями таких мислителів як Аджита Кесакамбалі, Паясі, Канада та зі школою Чарвака. Канада був одним із перших атомістів. Атомістичні погляди були властиві також школі Ньяя-Вайшешика, але цю школу важко зарахувати до матеріалістичних, оскільки їх представники вірили в богів. Атомізм проник також у буддійську та джайністську філософію.

### Новий час

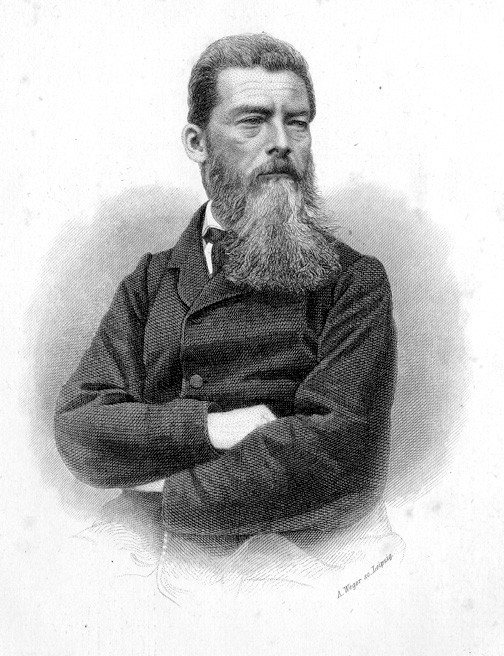
Людвіг Фейєрбах — засновник антропологічного матеріалізму

У сучасному розумінні матеріалізм зароджується, починаючи з робіт Томаса Гоббса[джерело?]. Гоббс жив у XVII столітті, коли вже відбулася коперніканська революція в астрономії. Саме в той час Галілео Галілей формулював засадничі положення наукового методу, почало формуватися сучасне природознавство, мовою тих часів — натурфілософія[джерело?]. Наукова революція, особливо публікація Ньютоном «Математичних начал натуральної філософії», призвела до особливої полулярності механіки. Здавалося, що, виходячи з положень механіки, можна пояснити будь-що[джерело?]. Завдяки цьому матеріалістичні погляди швидко почали здобувати популярність[джерело?]. Матеріалізм того часу називають механістичним[джерело?].
Бурхливого розквіту матеріалізм досягає в епоху французького Просвітництва (Жульєн Ламетрі, Поль Гольбах, Дені Дідро), однак він у цей період все ще механістичний і редукціоністський (тобто схильний заперечувати специфіку складного, зводячи його до простого)[джерело?]. Англійську матеріалістичну думку в цей час представляють такі мислителі, як Джон Толанд, Антоні Коллінз, Давид Гартлі, Джозеф Прістлі[джерело?].
Визначального впливу на європейську філософію матеріалізм набув у XIX столітті[джерело?]. Якоб Молешотт, Карл Фогт, Людвіг Бюхнер були науковцями і представниками вульгарного матеріалізму[джерело?]. Матеріалізм Людвіга Фейєрбаха отримав назву антропологічного[джерело?]. Давид Фрідріх Штраус прославився як матеріаліст завдяки книзі, в якій він вивів історичного Христа, божественну природу якого заперечував[джерело?]. До матеріалістів XIX століття відосять також Ернста Геккеля та Євгена Дюрінга. У Росії матеріалістичні ідеї розвивали О. І. Герцен, М. Г. Чернишевський та інші[джерело?]. Утім найбільше значення в історії отримала матеріалістична діалектика основоположників марксизму Карла Маркса та Фрідріха Енгельса[джерело?].

### Діалектичний матеріалізм

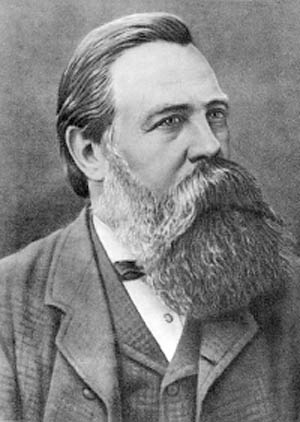
Фрідріх Енгельс — один із класиків марксизму, автор «Діалектики природи».

Маркс і Енгельс об'єднали матеріалізм із діалектикою Георга Гегеля.  Діалектичний матеріалізм Маркса й Енгельса, на відміну від всіх інших видів матеріалізму, не зводить матерію тільки до речовини. Матерія охоплює і фізичні поля, і процеси, що відбуваються у світі.[джерело?] Невід'ємною характеристикою та основною властивістю матерії в діалектичному матеріалізмі є рух. Застосовуючи діалектичний метод, у кожному явищі світу знаходиться протиріччя, що є рушієм розвитку. Сам рух проголошується єдністю змінності й стійкості, динаміки і статики. Розвиток відбувається по спіралі, через заперечення.
Маркс та Енгельс поширили матеріалізм на розуміння історії, побудувавши історичний матеріалізм. Довгий час вважалося, що хід історії зумовлений лише суб'єктивною волею та вчинками визначних осіб  і не має окремої самостійної об'єктивної спрямованості. Гегель у своїй праці «Філософія історії» припустив, що в основі історичного процесу лежить ідеальне начало, здатне до розвитку за своїми власними законами, вища ідея, яка стає об'єктивною необхідністю для всіх інших. Історичний матеріалізм остаточно відкинув опору на ідеалізм. Маркс вважав, що причиною і рушійною силою історичного розвитку є внутрішні суперечності у виробничій сфері, які з розвитком суспільства набувають форми класової боротьби. Ця причина об'єктивна і, фактично, не залежить від конкретних людей, що беруть участь в історичних процесах.
Володимир Ленін розвив думки Маркса й Енгельса з урахуванням нових знань, накопичених природознавством. У книзі «Матеріалізм і емпіріокритицизм»   він дав нове визначення матерії, як 
«… філософської категорії для позначення об'єктивної реальності, яка дана людині у її відчуттях, яка копіюється, фотографується, відображається нашими відчуттями, існуючи незалежно від них.»
Для пояснення ідеального Ленін запропонував теорію відображення. Він також визначив практику як критерій істини.
Маркс та Енгельс називали свій підхід матеріалістичною діалектикою[джерело?]. Сам термін діалектичний матеріалізм з'явився пізніше, в радянські часи, коли розрізнені філософські думки класиків марксизму-ленінізму  були зібрані в навчальний курс. Радянські філософи продовжували розвивати діалектичний матеріалізм, і він поступово став сковувати розвиток думки, перетворився в догму.
Пізніше західні мислителі, наприклад  Жиль Делез,  робили спроби перепрацювати й зміцнити класичні матеріалістичні ідеї. Сучасний теоретиків, таких як  Мануель Деланда, які працюють в руслі цього відродженого матеріалізму називають «новими матеріалістами».

### Впливові сучасні теорії
У XX столітті в західній філософії матеріалізм розвивався в основному як механістичний, але у ряду західних філософів-матеріалістів зберігався і інтерес до діалектики[джерело?].
На відміну від античного матеріалізму, матеріалізм зараз приділяє багато уваги духовному розвитку людини[джерело?].
До матеріалізму часто відносять натуралізм, оскільки він не відводить людині особливого місця в природі; емпіризм, який розцінює як реальне тільки те, що може бути сприйнято допомогою природничо-наукових методів; неопозитивізм, з самого початку відхиляє пояснення духовно-душевної сутності справ[джерело?]. Однак позитивізм і неопозитивізм матеріалізмом все ж назвати не можна, тому що він відкидає саму постановку питання про самостійне існування будь-якого буття поза пізнаним мисленням; вважає можливим тільки аналіз відчуттів і систематизує їх через аналіз мови[джерело?]. Почасти матеріалістична також філософія Бертрана Расселла і його школи: хоча Расселл і заперечує поняття субстанції, мислення він вважає класом подій в мозку людини.
На початку XX століття сформулювався фізикалізм — напрям думки, що зводить усяке буття в світі до фізичних властивостей. З одного боку його можна вважати матеріалізмом, а з іншого — фізикалізм розширює перелік сутностей, необхідних для опису світу, включаючи в них крім речовини ще й фізичні поля, енергію тощо.
Багато сучасних філософів, зокрема Деніел Деннетт, Віллард Ван Орман Квайн, Доналд Девідсон та Джеррі Фодор працюють у рамках того, що в широкому сенсі можна назвати фізикалізмом та матеріалізмом, і, як наслідок, виникли різні погляди на те, як пояснити розум — функціоналізм, аномальний монізм, теорія ідентичності та інші.
Науковий матеріалізм часто характеризують як редукціоністський. В останні роки Пол та Патрісія Черчленд стали ратувати за радикально протилежний підхід (принаймні щодо цієї гіпотези) — елімінативістський матеріалізм, що заперечує існування ментальних явищ взагалі, стверджуючи, що поняття про них є народною психологією, інтроспективною ілюзією. У цьому сенсі такі поняття як "віра" взагалі не обґрунтовані — як віра в те, що хворобу насилає на людину демон. Тоді як редукціонізм зводить одні явища світу до інших, елімінативізм закликає до елімінації (знищення) певних теорій у світлі нових відкриттів. Посередині між цими двома крайностями стоїть ревізіоністський матеріалізм.
Матеріалізм кінця XX і початку XXI століття представлений філософським напрямком «онтологічної філософії», лідером якого є американський філософ Баррі Сміт. Філософський матеріалізм саме тому можна назвати самостійним напрямком філософії, що він дозволяє розгляд ряду проблем, постановка яких виключена іншими напрямками філософського пізнання[джерело?].
Ще однією концепцією, яка в принципі продовжує і в якійсь мірі розширює матеріалістичне уявлення, можна назвати принцип «семантичного екстерналізму», в якому зміст висловлювання пояснюється як «зовні зумовлене».

## Що ж таке матерія?
Природа й означення матерії, як будь-якого іншого важливого поняття в науці й філософії, викликає палкі дебати. Чи існує єдиний вид матерії, чи її видів багато? Чи вона неперервна, чи складається з окремих частинок? Чи є вона субстанцією чи субстратом? Питання затуманені тим, що на Заході слово матерія (англійською matter) вживається не тільки в філософії, а й в фізиці, тоді як українською в фізиці «фізичну» матерію краще називати речовиною. Слово матерія в значенні речовина дедалі більше потрапляє і в українську мову через механічні переклади з англійської. Наприклад, в українській мові вже затвердилася назва темна матерія.  Через цей збіг термінів, зустрічаючи слово матерія, важко зрозуміти, про що саме йдеться.
Наукові знання про світобудову змінюються. У XIX столітті панували погляди неперервності речовини. Потім стало зрозуміло, що речовина складається з частинок — атомів. Завдяки теорії відносності фізичні поля набули статусу сутностей, матеріальності. Квантова механіка встановила неможливість одночасного вимірювання деяких фізичних величин, наприклад положення частинки та її імпульсу. Квантовомеханічні результати мають принципово тільки ймовірнісну інтерпретацію. Наприкінці  ХХ століття відкриття в астрономії показали, що побачити можна не все. Висновок про існування темної матерії та темної енергії роблять тільки з аналізу обертання далеких галактик та прискореного розширення Всесвіту. Отже, наука знає не все, і немає жодної впевненості в тому, що вона здогадується, чого вона не знає.
Оскільки наукові уявлення про матерію змінюються, матеріалізм не може опертися на конкретну теорію матерії. Як зазначив Ноам Чомскі, будь-яку властивість можна проголосити матеріальною, якщо визначити матерію так, що матеріальність відповідає саме цій властивості.

## Відвертий та непрямий матеріалізм
Відвертий матеріалізм — філософія, яка стверджує, що у всесвіті немає жодних інших причин, окрім матеріальних, і що всі феномени, котрі називають духовними чи моральними, є функціями матерії, — на сьогодні чути рідко[джерело?]. Однак непрямий матеріалізм, тобто підкреслена, невиражена концепція, що матеріальні причини пояснюють усі речі — зберігається. На сьогодні люди зазвичай не говорять як послідовники механістичного матеріалізму, що людину слід сприймати як машину чи набір хімічних формул. Вони здебільшого категорично не заперечують існування нематеріальних факторів у Всесвіті[джерело?].

## Критика
Критика матеріалізму звучить як із табору його ідеалістичних противників-філософів, так і з лав деяких науковців. Матеріалістичний світогляд несумісний з релігією. Зокрема, серед богословів можна почути таке: 
Матеріалізм – допоміжна доктрина будь-якої тиранії, одного диктатора або мас. Панівна тенденція – перетворити людей із самостійних індивідів у гвинтики єдиної, великої соціальної машини; зробити суспільство, а не совість, центром життя; підкорити душу речам, деперсоналізувати людину.
Деякі критики дорікають матеріалізму як складовій відверто скептичного, вузького чи редукціоністського підходу до теорії, а не його онтологічному твердженню, що матерія є єдиною субстанцією. Зокрема, Джон Полкінгорн, фізик у галузі елементарних частинок та теолог англіканської традиції, заперечує проти того, що він називає обіцянками матеріалізму, тобто проти твердження, що матеріалістична наука в майбутньому пояснить усі явища, які ще залишаються незрозумілими. Полкінгорн віддає перевагу філософському напрямку, який називають двоаспектним монізмом, який кладе в основу буття нейтральну першооснову, що не є ні матерією, ні ідеєю.
Прибічники цифрової фізики першоосновою всіх явищ світу проголошують не матерію, а інформацію. Макс Тегмарк висунув гіпотезу математичного світу, яка представляє всесвіт як математичний об'єкт.
Ноам Чомскі критикував науковців-матеріалістів за відсутність чіткого визначення,  що таке матерія, залишаючи щей термін розмитим. Чомскі також стверджує, що поняття матерії може змінитися з новими науковими відкриттями, як це вже траплялося, а тому науковці-матеріалісти догматичні, стверджуючи протилежне.
Клайв Стейплз Льюїс про висловив критику сказавши що "строгий матеріалізм, спростовує сам себе через причину про яку давно сказав професор Холдейн: "Якщо мої мислительні процеси повністю зумовлені поведінкою атомів мого мозку, у мене немає підстав довіряти своїм думкам... і тим самим немає підстав вважати що мозок складається з атомів...".
Матеріалісти не можуть хвалити дії інших людей, оскільки у їхньому світогляді всі дії наперед визначені, а отже, людина мусила зробити те, що зробила, і її заслуги немає, а є приреченість.